# Jenny Kallur
Jenny Margareta Kallur (Huntington (New York), 16 februari 1981) is een voormalige Zweedse atlete, die gespecialiseerd was in het hordelopen en de sprint. Ze veroverde in beide disciplines verscheidene Zweedse kampioenschappen en boekte daarnaast enkele successen op de estafettenummers. Zij nam eenmaal deel aan de Olympische Spelen, maar won hierbij geen medailles.

## Biografie

### Geboren in New York
Jenny is de tweelingzus van Susanna, die eveneens aan hordelopen doet. Hun vader Anders Kallur was een ijshockeyspeler bij de New York Islanders. Daardoor zijn de twee geboren in New York. Hun moeder, Lisa, was een professionele volleybalspeelster. Jenny is enkele minuten ouder dan Susanna. Jenny heeft Susanna nooit verslagen. Beiden hebben ook nog een jongere broer Martin, die in 2007 bij het polsstokhoogspringen een hoogte van 4,21 m behaalde.

### Eerste successen op de sprint
Aanvankelijk deed Jenny Kallur aan sportgymnastiek, maar vervolgens kreeg zij interesse voor de sprint. Na haar toetreding tot de Universiteit van Illinois begon zij aan sportcompetities deel te nemen, waarbij zij zich vooral richtte op de 100 en 200 m. Haar eerste aansprekende succes boekte ze als zestienjarige in 1997 op de Jeugd Olympische Dagen in Lissabon, waar zij in 11,75 s de 100 m won.
Een jaar later was ze finaliste op zowel de 100 als 200 m tijdens de Europese kampioenschappen voor junioren, waarna ze in 2000 tijdens de wereldkampioenschappen voor junioren in het Chileense Santiago op de 4 x 100 m als lid van het Zweedse meisjesteam naar een bronzen plak snelde. Overigens bereikte zij daar ook de finale op de 100 m horden; ze werd er zesde.

### Focus op hordelopen
In de jaren die volgden verlegde Jenny Kallur geleidelijk aan haar aandacht naar het hordelopen en kwam zij tot haar beste prestaties: samen met haar tweelingzus Susanna stond ze op het podium in 2001 tijdens de Europese kampioenschappen voor atleten onder 23 jaar in Amsterdam op de 100 m horden en in 2005 tijdens de Europese indoorkampioenschappen te Madrid op de 60 m horden; Susanna op één en Jenny op twee. Daarnaast was ze op alle grote toernooien present: de Europese kampioenschappen in 2002 en 2006, de Olympische Spelen in 2004, de wereldindoorkampioenschappen in 2004 en 2006 en de wereldkampioenschappen van 2005 en 2007. En vaak bereikte Jenny Kallur er de finale, al bleef zij buiten de medailles.

### Blessure
Het jaar 2008 ging spijtig genoeg aan haar neus voorbij door een stressfractuur. Eind 2008 besloot ze samen met haar zus Susanna, die ondertussen met hetzelfde probleem kampte maar dan aan het andere scheenbeen, om zich te laten opereren in de VS. Door de hierop volgende revalidatieperiode ging ook het seizoen 2009, met de kans op deelname aan de wereldkampioenschappen in Berlijn, verloren.

### Einde atletiekloopbaan
Op 26 mei 2011 maakte Jenny Kallur bekend, dat ze een punt zette achter haar atletiekcarrière. De laatste jaren werd zij geplaagd door blessures, waardoor 2007 het laatste jaar was geweest waarin zij naar behoren had kunnen presteren.
Zij richt zich nu op een carrière als advertentie-copywriter.
Kullur studeerde aan de universiteit van Illinois en vormde drie jaar lang een koppel met de Zweedse ex-tennisser Joachim Johansson. Zij was lid van het Zweedse Falu IK en woont in Falun.

## Titels
- Zweeds kampioene 100 m - 1998, 2002
- Zweeds kampioene 200 m - 1998, 2002
- Zweeds kampioene 100 m horden - 2006
- Zweeds indoorkampioene 60 m - 2004

## Persoonlijke records
Outdoor
| Onderdeel    | Prestatie | Datum            | Plaats   |
| ------------ | --------- | ---------------- | -------- |
| 100 m        | 11,43 s   | 5 september 2004 | Göteborg |
| 200 m        | 23,26 s   | 4 september 2004 | Göteborg |
| 100 m horden | 12,85 s   | 10 augustus 2005 | Helsinki |

Indoor
| Onderdeel   | Prestatie | Datum           | Plaats   |
| ----------- | --------- | --------------- | -------- |
| 60 m        | 7,28 s    | 3 februari 2005 | Göteborg |
| 200 m       | 23,59 s   | 29 januari 2005 | Glasgow  |
| 50 m horden | 6,95 s    | 3 maart 2006    | Liévin   |
| 60 m horden | 7,92 s    | 5 maart 2005    | Madrid   |

## Palmares

### 60 m horden
- 2004: 5e in ½ fin. WK indoor - 8,03 s
- 2005:  EK indoor - 7,99 s
- 2006: 8e WK indoor - 7,98 s

### 100 m horden
- 2000: 6e WK U20 - 13,30 s
- 2001:  EK U23 - 13,19 s
- 2002: 6e in serie EK - 13,48 s
- 2004: 5e in serie OS - 13,11 s
- 2005: 6e WK - 12,59 s
- 2006: 7e EK - 12,94 s
- 2007: 8e in serie WK - 13,08 s

### 100 m
- 1997:  EYOD - 11,75 s
- 1999: 7e EK U20
- 2005:  Europacup A - 11,54 s

### 200 m
- 1998: 7e in ½ fin. WK U20 - 24,01 s
- 1999: 5e EK U20
- 2002: 6e in serie EK - 23,96 s
- 2005:  Europacup A - 23,47 s

### 4 x 100 m
- 2000:  WK U20 - 44,78 s